# Arnaut de Labat
Arnaut de Labat (fl. XV secolo) è stato un frate e maestro di teologia dell'ordine francescano e, probabilmente, un trovatore in lingua occitana, attivo nei primi anni del XV secolo presso il convento dei frati minori di Morlaas.
Anche se nessuno dei suoi componimenti ci è pervenuto, sappiamo comunque che scrisse un libro intitolato "De l'escut del Hostal de foix e de Bearn", la cui epistola dedicatoria, scritta a Morlaas, reca la data 1418.
Arnaut Labat fu il confessore di Archambaud de Grailly e di Isabella, contessa di Foix.